# Roberto de 'Nobili
Roberto de 'Nobili (Montepulciano, 5 de setembro de 1541 - Roma, 18 de janeiro de 1559) foi um cardeal do século XVII

## Biografia
Nasceu em Montepulciano em 5 de setembro de 1541. Filho de Vincenzo de' Nobili, conde de Civitella, e Maddalena Barbolani, dos condes de Montatoobili. Sobrinho-neto do Papa Júlio III , por parte de mãe. Tio do Cardeal Francesco Sforza (1583).
Seus tutores foram Giulio Poggiano, Ottavio Pantagato e Girolamo Ponzio; aos dez anos já dominava o grego e o latim; ele também estudou filosofia, literatura e as Escrituras..
A família mudou-se para Roma quando o Papa Júlio III foi eleito. Foi elevado ao cardinalato aos doze anos ..
Clérigo de Arezzo.
Criado cardeal diácono no consistório de 22 de dezembro de 1553; recebeu o barrete vermelho e a diaconia de S. Maria in Domnica, em 6 de fevereiro de 1555. Abade comendador de Spinetta, abadia relativamente pobre que aceitou como fonte de renda para si e para sua família. Participou do Conclave de abril de 1555, que elegeu o Papa Marcelo II. Participou do Conclave de maio de 1555, que elegeu o Papa Paulo IV. Nomeado bibliotecário da Santa Igreja Romana pelo Papa Paulo IV. Pensou em renunciar ao cardinalato em mais de uma ocasião e esperava ingressar numa ordem religiosa, os Capuchinhos ou os Jesuítas; ele foi dissuadido de fazer isso por seu confessor, o jesuíta espanhol Juan de Polanco..
Morreu em Roma em 18 de janeiro de 1559. Sepultado na capela Del Monte da igreja de S. Pietro in Montorio, Roma; suas entranhas foram colocadas na capela de S. Francesco na igreja de S. Bernardo alle Terme, Roma.